# Beverniederung
Die Beverniederung ist ein Naturschutzgebiet in der niedersächsischen Stadt Bremervörde und den Gemeinden Farven und Deinstedt in der Samtgemeinde Selsingen im Landkreis Rotenburg (Wümme).

## Allgemeines
Das Naturschutzgebiet mit dem Kennzeichen NSG LÜ 307 ist etwa 651 Hektar groß. Es umfasst im Wesentlichen einen Teil des 2004 ausgewiesenen FFH-Gebietes „Oste mit Nebenbächen“. Im Osten grenzt es an das Landschaftsschutzgebiet „Bever und Reither Bach“ und im Nordwesten an das Landschaftsschutzgebiet „Ostetal“ (das es teilweise ersetzt) sowie das Naturschutzgebiet „Ostetal mit Nebenbächen“. Weiterhin grenzt das Naturschutzgebiet östlich des Bremervörder Ortsteils Bevern an das Naturschutzgebiet „Beverner Wald“. Das Gebiet steht seit dem 1. Dezember 2016 unter Schutz. Zuständige untere Naturschutzbehörde ist der Landkreis Rotenburg (Wümme).

## Beschreibung
Das Naturschutzgebiet liegt südöstlich von Bremervörde in der Zevener Geest. Es erstreckt sich entlang der Bever von der Grenze zum Landkreis Stade bis kurz oberhalb der Mündung der Bever in die Oste bei Bremervörde. Das Naturschutzgebiet umfasst den Flusslauf und den angrenzenden Niederungsbereich der Bever sowie Teile des Reither Bachs und angrenzende Flächen im Gebiet des Landkreises Rotenburg (Wümme) von der Straße zwischen Reith und der Kreisstraße 109 bis zur Mündung in die Bever, den Mündungsbereich des Baaster Bachs in die Bever, die Otter mit ihrem Niederungsbereich östlich des Beverner Waldes unterhalb der von Byhusen zum Beverner Wald führenden Straße, einem Teil der von der Niederung der Bever in den Beverner Wald hineinragenden Grünlandbereich, die Krogwiesen nördlich von Deinstedt sowie den Bereich des Fischgrabens von der Bahnstrecke zwischen Bremervörde und Zeven bis zu dessen Mündung in die Bevern.
Im Bereich zwischen Farven und Bevern wird das Naturschutzgebiet von Grünland unterschiedlicher Nutzungsintensivität, Röhrichten und Feucht- und Sumpfwäldern geprägt. Die Bever fließt hier in weiten Teilen naturnah mäandrierend, teilweise mit flutender Wasservegetation. Unterhalb von Bevern herrscht intensiv genutztes Grünland vor, in das stellenweise Gehölze eingestreut sind. In geringem Umfang sind auch Ackerflächen vorhanden. In der Fischgrabenniederung im Norden des Naturschutzgebietes ist Feuchtgrünland vorherrschend, das teilweise länger überstaut ist. Das Feuchtgrünland ist von Sümpfen, Röhrichten und Hochstaudenfluren durchsetzt. Kleinflächig sind artenreiche Borstgrasrasen und Großseggenriede zu finden. Die Bever wird abschnittsweise von Hochstaudenfluren und Gehölzen begleitet. Die Wälder in der Beverniederung werden von Erlen-Eschenwäldern, Erlen-Bruchwäldern, Moorwäldern und feuchte Eichen-Hainbuchenwäldern gebildet. An den Talrändern stocken auf trockeneren Standorten auch Buchen- und Eichenmischwälder. Die Wälder verfügen über einen hohen Alt- und Totholzanteil.
Das Naturschutzgebiet ist Lebensraum des Fischotters. Fische und Neunaugen sind z. B. durch Aal, Hecht, Meerforelle, Bachforelle, Steinbeißer, Dreistachliger und Neunstachliger Stichling, Gründling, Moderlieschen, Aland, Hasel, Flussbarsch, Kaulbarsch, Rotauge, Döbel, Schleie, Fluss- und Bachneunauge vertreten. Libellen sind durch Grüne Flussjungfer, Große Pechlibelle, Gemeine Becherjungfer, Glänzende Smaragdlibelle und Großer Blaupfeil vertreten. Im Naturschutzgebiet sind auch verschiedene Amphibien heimisch. Nördlich des Fischgrabens sind auch kleinere Vorkommen des Moorfrosches nachgewiesen. Die Grünlandflächen im Naturschutzgebiet, insbesondere im Bereich des Unterlaufs der Bever, sind Lebensraum verschiedener Wiesenvögel, darunter Großer Brachvogel, Bekassine und Kiebitz.
Das Naturschutzgebiet grenzt überwiegend an landwirtschaftliche Nutzflächen sowie stellenweise an Wälder. In Malstedt, Plönjeshausen und Bevern grenzt es stellenweise an die Wohnbebauung der Orte. Am Reither Bach ist das Naturschutzgebiet westlich von Bredenbeck rund 200 Meter unterbrochen; hier liegt das schutzwürdige Gebiet vollständig im Landkreis Stade.